# ريميكيرين
ريميكيرين هو دواء مثبط للرينين تحت الدراسة، من المفترض أن يستخدم في علاج ارتفاع ضغط الدم بإضافته إلى أدوية أخرى. أول شركة طورته وبدأت بدراسته هي شركة هوفمان-لا روش السويسرية عام 1996.